# Teen Titans Go! - Il film
Teen Titans Go! - Il film (Teen Titans Go! to the Movies) è un film d'animazione del 2018 diretto da Aaron Horvath e Peter Rida Michail, adattamento cinematografico dell'omonima serie animata, parodia della serie animata Teen Titans a sua volta ispirata all'omonimo fumetto di DC Comics.
Prodotto dalla Warner Bros. Animation (via Warner Animation Group) e DC Entertainment in associazione con Cartoon Network e distribuito da Warner Bros. Pictures, è il terzo lungometraggio basato sui personaggi dei Giovani Titani, preceduto da Teen Titans: Trouble in Tokyo (2006) e Teen Titans: The Judas Contract (2017), ma è il primo ad essere portato al cinema.

## Trama
A Jump City, i Teen Titans combattono contro l'Uomo Palloncino, tuttavia, quando ammette di non riconoscerli (scambiandoli per i Guardiani della Galassia), i Teen Titans cantano la loro canzone, distraendosi e costringendo la Justice League a intervenire. Superman, Wonder Woman e Lanterna Verde criticano i Titans di essere troppo infantili e di non prendere per nulla sul serio il loro ruolo da supereroi, sollevando il fatto che non hanno un loro film per dimostrare la loro legittimità da super. Durante la première di un nuovo film su Batman, Robin viene deriso dal pubblico, dopo aver frainteso che ci sarà un film su di lui. Robin decide allora che, per ottenere un film su di lui e i Titans, hanno bisogno di un arcinemico.
Nelle vicinanze, Sladow irrompe nei Laboratori S.T.A.R. per rubare un cristallo. I Titans arrivano e tentano di fermarlo (nonostante inizialmente lo scambino comicamente per Deadpool), ma lui li sconfigge rapidamente umiliandoli. Il giorno dopo BB, Stella, Cyborg e Corvina creano un film per rallegrare Robin il quale però non vuole vedere, dichiarando che andranno a Hollywood per far sì che venga realizzato un film su di loro. All'arrivo incontrano la regista Jade Wilson, responsabile di tutti i film sui supereroi, che rifiuta la richiesta dei Titans di girare un loro film.
Sladow irrompe alla Wayne Tech per infondere potere al cristallo, i Titans arrivano e questa volta sventano il suo piano. Sladow fugge e decide di dividere Robin dai suoi compagni di squadra per riprendersi il cristallo. Il giorno dopo, Jade invita i Titans a tornare a Hollywood e annuncia che farà un film su di loro grazie alla recente battaglia con Sladow. Mentre sono in visita negli Studios, Corvina, BB, Stella e Cyborg causano scompiglio. Trovano una macchina denominata DOOMSDAY e cercano di distruggerla, ma Jade rivela che DOOMSDAY è solo l'acronimo di un nuovo servizio di streaming per il nuovo film che sta realizzando. Decide di licenziare il resto dei Titans e fare un film solo su Robin, che accetta felicemente, con grande costernazione della sua squadra.
Robin finisce di girare il film, ma durante una scena ambientata nel quartier generale dei Titans, Jade rivela di essere Sladow sotto mentite spoglie. Ruba il cristallo e dice a Robin che fare film è stato un suo piano per tenere occupati gli eroi mentre derubava le loro città per costruire il suo DOOMSDAY, dispositivo per controllare le menti e conquistare il mondo. La mattina dopo, nella loro casa distrutta dalla battaglia con Sladow, Robin richiama i suoi amici, che lo raggiungono riappacificandosi.
Alla première del film di Robin, i Titans arrivano e smascherano Sladow che scatena il potere del cristallo per controllare gli altri eroi, facendoli combattere contro i Titans. Dopo lo scontro, Sladow usa il suo nuovo potere per controllare Robin, e gli dice di attaccare i suoi amici i quali gli mostrano il resto del film che avevano fatto per lui. Robin torna in sé e, usando una delle loro canzoni, la squadra sconfigge Sladow, distruggendo anche il cristallo, strappando gli eroi dalla loro trance.
Gli eroi si congratulano con i Titans per i loro sforzi eroici e Robin ammette di aver imparato a essere sé stesso, senza aver bisogno di un film. Quando tenta di andare avanti col suo discorso, cercando di commentare la morale finale, tutti pretendono di finire subito il film e far partire i titoli di coda.
In una scena a metà titoli di coda, i Teen Titans della serie animata degli anni 2000 appaiono su uno schermo distorto dicendo agli spettatori di aver trovato un modo per tornare. In una scena dopo i titoli di coda, gli Sfidanti dell'Ignoto, che sono stati risucchiati in un portale da Corvina all'inizio del film, sono ancora intrappolati con il loro leader lamentandosi di aver perso il film.

## Personaggi
- Scott Menville è Robin, il capo e fondatore dei Titans che ha un vario arsenale per combattere il crimine.[4]
- Greg Cipes è Beast Boy, il membro dei Teen Titans che può trasformarsi in differenti animali.[5]
- Khary Payton è Cyborg, l'androide che può sparare razzi e trasformare il proprio corpo robotico in ogni arma.[5]
- Tara Strong è Corvina, un mezzo demone figlia del potente demone Trigon.[5]
- Hynden Walch è Stella Rubia, una principessa tamariana che può lanciare raggi laser dagli occhi e dalle mani.[5]
- Will Arnett è Slade, uno spietato mercenario, avversario ricorrente di Batman e nemico giurato di Robin e dei Teen Titans.[6]
- Kristen Bell è Jade Wilson,[6] famosa regista di film di supereroi.
- Halsey è Wonder Woman[5]
- Lil Yachty è Lanterna Verde[5]
- Nicolas Cage è Superman[7]
- Jimmy Kimmel è Batman[8]

Inoltre sono presenti due camei di Stan Lee.

## Produzione
Nel settembre 2017 la Warner Bros. annunciò un adattamento cinematografico della serie di Cartoon Network Teen Titans GO! e confermò l'uscita per il 27 luglio 2018 insieme al ritorno di tutto il cast nei propri ruoli. Un mese dopo, venne pubblicato il primo poster e vennero annunciati Will Arnett e Kristen Bell come membri del cast.

## Promozione
(tagline)
Il primo trailer del film è stato distribuito il 10 gennaio 2018. Il 2 maggio 2018 è stato distribuito il trailer in italiano.

## Distribuzione
Il film è stato distribuito nei cinema nordamericani dal 27 luglio 2018 e in quelli italiani dal 6 settembre del medesimo anno.

## Accoglienza

### Incassi
Il film ha incassato 29 milioni di dollari in Nord America e 22 milioni nel resto del mondo, per un totale di 51.9 milioni di dollari a fronte di un budget di 10 milioni.

### Critica
Il film ha ottenuto recensioni positive da parte della critica. Sul sito Rotten Tomatoes ha una percentuale di gradimento del 92% basato su 133 recensioni, con un voto medio di 7,1 su 10. Su Metacritic detiene un punteggio di 69 su 100 basato su 25 recensioni. Diversi critici lo hanno definito "Deadpool per bambini".